# Braslav Borozan
Braslav Borozan (Split, 1. siječnja 1917. – Beograd, 26. veljače 1988.) je bio hrvatski kazališni, televizijski i filmski glumac, kazališni redatelj, dramski i prozni pisac, prevoditelj i scenograf. Pisao je kazališne i književne kritike i članke. Prevodio je s češkog jezika.
U Splitu je završio osnovnu školu, niže razrede gimnazije i tehničku školu. Studirao je u arhitekturu u Zagrebu i Pragu. U partizanima od 1942. godine. Vodio je, režirao i glumio u kulturno-umjetničkoj grupi za Dalmaciju 1943. godine, poslije čega je član je Kazališta narodnog oslobođenja pri Vrhovnom štabu. 
Nagradu Vlade NR Srbije dobio je 1950. godine za predstavu Cyrano de Bergerac E. Rostanda.
U kazalištu je bio aktivan četiri desetljeća, od čega trideset i tri godine u Narodnom pozorištu u Beogradu, ponajviše kao redatelj, počevši od studenoga 1944. godine. Tri godine bio je direktor njegove Drame. U mirovinu je otišao 1978. godine. O tom razdoblju napisao je knjigu Kreativni trenutak.

## Djela
- Prekinuto putovanje: drama u tri čina, Stožer, 1958.
- Rediteljski komentari,  Pododbor Matice hrvatske, 1963.
- Nostalgija : s komiške terase priča, u: Mogućnosti, God.23 (1976), 10, str. 1040-1053
- Drame i komedije, Čakavski sabor, 1977.
- Konte Fifi Diogen: komedija u 5 slika, prilog u Pozorišni život 17/1962.
- Kreativni trenutak,  Narodno pozorište : Muzej pozorišne umetnosti SR Srbije : Altera, 2009., priredila Dina Borozan

## Uloge
- Dragojlo u U planinama Jugoslavije
- Stanko u Slavici
- Hoja! Lero!
- Svećenik u Četiri kilometra na sat
- Pusti snovi
- Direktor fakulteta u Na dan požara
- Ares Neglis u Slučaju Openhajmer